# Linda Bassett
Linda Bassett (nascuda el 4 de febrer de 1950) és una actriu anglesa. Les seves principals feines per a televisió inclouen Dinnerladies de Victoria Wood (1999), Lark Rise to Candleford (2008–11), Grandma's House (2010–12) i Call the Midwife (2015–actualitat).
Va ser nominada al premi BAFTA a la millor actriu en un paper principal per la pel·lícula de 1999 East Is East i al premi Evening Standard a la millor actriu per la revival 2013 de l'obra Roots at the Donmar Warehouse.

## Biografia
Bassett va néixer a Pluckley, Kent, Anglaterra, d'una mare mecanògrafa i un pare oficial de policia. Els seus papers inclouen la part guardonada d'Ella Khan a la pel·lícula de comèdia britànica de 1999 East is East. Altres funcions inclouen la Sra. Jennings a l'adaptació de tres parts de la BBC Sense and Sensibility, Queenie Turrill a Lark Rise to Candleford, Doll a la pel·lícula Cass.
Al cinema, es va fer notar per primera vegada quan va interpretar Gertrude Stein al costat de Linda Hunt com Alice B. Toklas a Waiting for the Moon el 1987. També va aparèixer com a mare de Julia Roberts a Mary Reilly el 1996, la Sra. Brenner, l'oficial de la presó a la pel·lícula de 2008 The Reader i com a Cora a Calendar Girls (març).
Més recentment, va interpretar l'àvia a la comèdia de la BBC Two Grandma's House. Des del 2015, ha interpretat la infermera Phyllis Crane a la sèrie dramàtica de la BBC One Call the Midwife.

## Teatre
La carrera de Bassett va començar al teatre. Inicialment va treballar com a acomodadora a l'Old Vic mentre era escolar, abans de matricular-se a la Universitat de Leeds. La seva primera feina professional va ser en el teatre comunitari i educatiu als anys setanta.
Entre els seus papers escènics més destacats hi ha:
- A Basildon - Royal Court Theatre de Londres (2012)
- Amor i informació - Royal Court Theatre de Londres (2012)
- People – National Theatre de Londres (2012/13)
- Roots – Donmar Warehouse Londres (2013)
- Visitants : Arcola Theatre Londres (2014) i Bush Theatre, Londres (2014/15)
- Escaped Alone – Royal Court Theatre Londres (2016),[3] Brooklyn Academy of Music New York (2017)[4] i BBC Radio (2018)[5]
- Què passa si només - Royal Court Theatre de Londres (2021)